# يوشيو كوداما
يوشيو كوداما (باليابانية: 児玉誉士夫 ) (و. 1911 – 1984 م) هو مهرب مخدرات ياباني، ولد في نيهونماتسو، فوكوشيما، توفي عن عمر يناهز 73 عاماً، بسبب سكتة.

## التعليم
تعلم في جامعة نيهون.